# Isabelle Wendling
Isabelle Wendling född 30 januari 1971, i Boulay-Moselle är en tidigare fransk handbollsspelare. Hon blev världsmästare i handboll 2003.

## Klubbkarriär
Isabelle Wendling spelade hela elitkarriären för Metz HB som var Frankrikes bästa klubb under 1990-talet och det första årtiondet av 2000-talet. Med klubben vann hon 15 mästerskap i Frankrike varav sex titlar i rad från 2004 till 2009. Hon vann också franska cupen 6 gånger. I de europeiska cuperna tog Metz sig till semifinal i cupvinnarcupen 2004 då Ikast-Bording EH vann semifinalen. 2007-2008 i EHF-cupen nådde Metz kvartsfinalen där spanska Itxako-Navarra blev för svåra. Hon spelade sin sista klubbmatch den 5 juni 2010 i finalen i franska cupen. Metz vann med 27-23 över Le Havre. Det var andra titeln detta år då Metz vann ligacupen också.

## Landslagskarriär
Wendling debuterade den 7 september 1993 mot Sverige. Under hennes första år i landslaget var inte Frankrike med i mästerskapen. Första VM hon deltog i var 1997 i Tyskland. Frankrike slutade 10:a efter förlust mot Polen. 1998 vid EM ersatte Olivier Krumbholz Carole Martin som förbundskapten i Frankrike. Frankrike fick sitt internationella genombrott i mästerskap vid VM 1999 då man slog ut Danmark i kvartsfinalen med 19-17 efter förlängning. Segern innebar också ett OS deltagande. Två dagar senare vann man i semin mot Rumänien med uddamålet 18-17. I finalen som avgjordes efter två förlängningar vann norskorna med 25-24.
Vid Sydney-OS 2000 blev Frankrike utslagna i kvartsfinalen av danskorna med 26-28. Frankrike blev sexa efter vinst mot Brasilien och förlust mot Österrike. 2000 i EM blev Frankrike femma i EM. I VM 2001 vann Frankrike i åttondelen mot Spanien men förlorade kvarten med 23-29 mot Norge. Efter vinster mot Sverige och Ungern i placeringsmatcher kom Frankrike femma. Vid EM 2002, som spelades i Danmark, blev Frankrike tvåa i mellanrundan och mötte Norge i semifinalen. Norge vann med 21-16. I Isabelle Wendlings tvåhundrade landskamp vann Frankrike i bronsmatchen mot Ryssland med 27-22.
Vid VM 2003 tog sig Frankrike till semifinal efter bara en förlust mot Sydkorea. Frankrike vann semifinalen mot Ukraina med 28-26. Ungern ledde finalen med 25-18 med sju minuter kvar. Frankrike spelar offensivt försvar. Ungern tappade bort spelet och Frankrike utjämnade på straff efter speltidens slut. Frankrike utnyttjar utvisningen till att ta ledningen med tre mål i förlängningen och vann sitt första VM-guld genom seger med 31-29. Vid OS 2004 fick Frankrike se sig besegrat av Sydkorea i semin med 32-31. Bronset tog Ukraina hem med 21-18 mot fransyskorna. Efter två misslyckade turneringar EM 2004 och VM 2005 blev Frankrike semifinalist 2006 vid EM i Sverige som man förlorade med 24-28 till Norge. Man vann sedan bronset med seger 29-25 mot Tyskland. Det var Isabelle Wendlings fjärde mästerskapsmedalj.
I VM 2007 förlorade Frankrike kvartsfinalen med 31-34 efter två förlängningar. Frankrike blev till slut femma efter två vinster i placeringsmatcher mot Ungern och Sydkorea. I OS i Beijing 2008 fick sex spelare i Frankrike spela sin tredje OS-turnering varav Isabelle Wendling var en. Frankrike kom fyra i gruppspelet och mötte ryskorna i kvartsfinalen. Matchen avgjordes efter två förlängningar med seger för Ryssland 32-31. Det var slutet för Isabelle Wendlings 15 år i franska landslaget. Hon hade spelat 338 matcher och gjort 543 mål. Hon spelade i tre OS, 6 VM och 4 EM.

## Individuella utmärkelser
- Isabelle Wendling utsågs till The Golden Star för sin karriär vid en stjärngala.

- Den 28 februari 2012 fick hon utmärkelsen Knight of the National Order of Merit
- Mittsexa i All Star Team vid VM 2003